# 青森市立千刈小学校
青森市立千刈小学校（あおもりしりつ せんがりしょうがっこう）は、青森県青森市千刈1丁目にある公立小学校。地域交流を盛んに行っている。

## 沿革
- 1937年（昭和12年）
  - 2月28日 - 千苅尋常小学校として創立。
  - 3月1日 - 校旗樹立、校章制定。
- 1938年（昭和13年）11月1日 - 校歌制定。
- 1941年（昭和16年）4月1日 - 国民学校令により、千苅国民学校と改称。
- 1945年（昭和20年）
  - 4月1日 - 高等科女子部併置。
  - 7月28日 - 青森空襲による校舎消失の為、一時閉鎖。児童は、沖館国民学校へ通学。
- 1948年（昭和23年）
  - 4月1日 - 旧地に校舎復興し、千苅小学校として再発足。
  - 9月20日 - 校舎復興新築竣工。
- 1952年（昭和27年）10月12日 - 創立15周年記念式典挙行。
- 1959年（昭和34年）4月1日 - 篠田小学校開校に伴い、学区変更。
- 1962年（昭和37年）9月27日 - 創立25周年記念式典挙行。
- 1966年（昭和41年）1月21日 - 完全給食開始。
- 1967年（昭和42年）10月7日 - 創立30周年記念式典挙行。
- 1968年（昭和43年）4月1日 - 金沢小学校開校に伴い、学区変更。
- 1969年（昭和44年）4月1日 - 三内小学校開校に伴い、学区変更。
- 1971年（昭和46年）
  - 4月1日 - 学区変更。古川小学校へ一部児童を転籍。
  - 11月1日 - 校名の漢字を、「千苅」から「千刈」に変更。
- 1982年（昭和57年）7月19日 - 校舎改築工事竣工。
- 1983年（昭和58年）11月19日 - 屋内運動場完成。
- 1984年（昭和59年）2月18日 - 校舎落成記念式典挙行。
- 1985年（昭和60年）10月19日 - 校庭整備完了。
- 1987年（昭和62年）11月1日 - 創立50周年記念式典挙行。
- 1997年（平成9年）11月15日 - 創立60周年記念式典挙行。
- 2017年（平成29年）2月28日 - 創立80周年。

## 学区
千刈1丁目、千刈2丁目の一部、千刈3丁目、千刈4丁目、久須志1～3丁目、久須志4丁目の一部、千富町1丁目の一部、柳川1丁目の一部

## 部活動
- ミニバスケットボール - ニイヤマカップ（女子の部）では2006年ベスト8、2007年は準優勝
- 軟式野球
- 音楽

## 卒業生
- 櫛引政敏（プロサッカー選手）

## 参考資料
『新青森市史 別編教育（別巻） 年表・学校沿革』（青森市・2000年3月発行）「学校沿革 （一）小学校」157頁～158頁「千刈小学校 変遷」（1997年の「創立60周年記念式典挙行」の項まで）